# I Like to Move It
"I Like to Move It" là một ca khúc năm 1994, biểu diễn bởi Reel 2 Real (Erick Morillo).

## Các bài hát
CD single
1. "I Like to Move It" (chỉnh sửa radio) — 3:52
2. "I Like to Move It" (more's instrumental) — 3:57

CD maxi
1. "I Like to Move It" (chỉnh sửa radio) — 3:52
2. "I Like to Move It" (UK vocal house remix) — 5:47
3. "I Like to Move It" (UK moody house remix) — 5:05
4. "I Like to Move It" (Reel 2 Reel dub) — 4:25

## Chứng nhận
| Quốc gia    | Chứng nhận | Ngày                 | Doanh số |
| ----------- | ---------- | -------------------- | -------- |
| France      | Vàng       | 28 tháng 10 năm 1994 | 250,000  |
| Germany     | Vàng       | 1994                 | 150,000  |
| Netherlands | Vàng       | 1994                 | 40,000   |
| UK          | Bạc        | 1 tháng 3, 1994      | 200,000  |

## Xếp hạng
| Bảng xếp hạng (1993)               | Vị trí cao nhất |
| ---------------------------------- | --------------- |
| U.S. Billboard Hot Dance Club Play | 8               |
| Bảng xếp hạng (1994)               | Vị trí cao nhất |
| U.S. Billboard Hot 100             | 89              |
| Australian ARIA Singles Chart      | 6               |
| Austrian Singles Chart             | 2               |
| Dutch Singles Chart                | 1               |
| French SNEP Singles Chart          | 1               |
| German Singles Chart               | 3               |
| Irish Singles Chart                | 5               |
| New Zealand RIANZ Singles Chart    | 14              |
| Swedish Singles Chart              | 12              |
| Swiss Singles Chart                | 4               |
| UK Singles Chart                   | 5               |

| Bảng xếp hạng cuối năm (1994) | Vị trí |
| ----------------------------- | ------ |
| Australian Singles Chart      | 40     |
| Austrian Singles Chart        | 25     |
| French Singles Chart          | 3      |
| Swiss Singles Chart           | 47     |